# Colisão de trens em Niklasdorf
A colisão de trens em Niklasdorf refere-se ao desastre ocorrido em 12 de fevereiro de 2018, no qual dois trens colidiram em Niklasdorf, Áustria. No total, uma pessoa faleceu no acidente, enquanto 22 ficaram feridas.

## Acidente
Em 12 de fevereiro de 2018, às 12h45min (horário da Europa Central), dois trens de passageiros envolveram-se numa colisão lateral no município de Niklasdorf, na Áustria. Os trens envolvidos eram um expresso da Deutsche Bahn EuroCity e um local operado pela Österreichische Bundesbahnen (Ferrovias Federais Austríacas). Vários vagões sofreram severos danos laterais e outros descarrilaram. Uma pessoa foi morta e 22 ficaram feridas. Ambos os maquinistas estavam entre os feridos. Havia pelo menos sessenta passageiros no trem da EuroCity.
Os serviços de emergência foram acionados, dezenove ambulâncias e dois médicos emergencistas foram enviados para prestarem os primeiros socorros. Os feridos foram levados para hospitais em Bruck an der Mur e Leoben, sendo que todos foram resgatados por volta das 14h30min. Como consequência do acidente, a ferrovia entre Bruck an der Mur e Leoben foi fechada, e a linha entre Graz e Sankt Michael in Obersteiermark também foi encerrada.

## Investigação
Uma investigação foi lançada sobre a causa do acidente pelo Escritório Federal de Investigação de Acidentes (em alemão: Unfalluntersuchungsstelle des Bundes).